# Girls' Generation's Christmas Fairy Tale
Girls' Generation’s Christmas Fairy Tale là một chương trình truyền hình đặc biệt của đài MBC với sự tham gia của nhóm nhạc nữ Hàn Quốc Girls' Generation, được phát sóng vào 12:20 ngày 24 tháng 12 năm 2011.

## Lịch sử
Ngày 29 tháng 11 năm 2011, MBC cập nhật trang web của họ với một số thông tin về một chương trình đặc biệt có sự tham gia của Girls' Generation. Một cuộc thi dành cho những người hâm mộ muốn tham gia ghi hình cho chương trình cũng được tổ chức..
Đây là chương trình đặc biệt đầu tiên mà Girls' Generation thực hiện cho MBC, trước Girls' Generation's Romantic Fantasy vào ngày 1 tháng 1 năm 2013.

## Danh sách tiết mục
1. "Welcome Christmas"
2. "All That Christmas"
3. "Santa Baby"
4. "Enter The Circus"
5. "Sexy"
6. "The Boys"
7. "History of Girls' Generation" (Clip)
8. "Kissing You" (Phiên bản Giáng Sinh)
9. "Oh!"
10. "Gee"
11. "When You Wish Upon A Star" (Jessica)
12. "O Holy Night" (Taeyeon)
13. "Magic Castle" (Jessica, Taeyeon, Seohyun & Tiffany)
14. "Winter Wonderland" (Yuri & Seohyun)
15. "Teenage Dream" (Tiffany)
16. "Sway" (Sooyoung)
17. "One Year Later" (Jessica cùng với Onew)
18. "Introduce Me A Good Man" (Yoona cùng với Alex & Oh Sang Jin)
19. "Last Christmas" (Tiffany cùng với  Sung Si Kyung)
20. "Silver Bells" (Girls' Generation cùng với Sung Si Kyung)
21. "All I Want for Christmas Is You"